# Gran Barhouse - Il meglio di... Leone Di Lernia
Gran Barhouse - Il meglio di... Leone Di Lernia è una raccolta del 1991 di Leone Di Lernia.

## Tracce

### Lato A
1. Gypsy Woman – 5:00 (C. Waters-N. Conway)
2. The Power – 4:25 (Snap)
3. Hello Afrika – 3:45 (Dr Alban-Deniz Pop)
4. Everybody – 4:05 (Aalgaard)
5. Radio Bru Bru – 4:58 (Names)

Durata totale: 22:13

### Lato B
1. Found Love – 4:30 (Domenella-Losito)
2. Lambada – 3:40 (De Oliveira)
3. Pump Up the Jam – 5:00 (M. Kamosi-Jo Bogaert)
4. Whip of the Rhythm – 4:26 (C. Secci)
5. Barhouse – 4:00 (D. Ceglie-Di Lernia-Names)

Durata totale: 21:36